# Етажел
Етажел (фр. Estagel) насеље је и општина у јужној Француској у региону Лангдок-Русијон, у департману Источни Пиринеји која припада префектури Перпињан.
По подацима из 2011. године у општини је живело 1939 становника, а густина насељености је износила 93,09 становника/km². Општина се простире на површини од 20,83 km². Налази се на средњој надморској висини од 77 метара (максималној 325 m, а минималној 58 m).

## Демографија
| 1962. | 1968. | 1975. | 1982. | 1990. | 1999. | 2011. |
| ----- | ----- | ----- | ----- | ----- | ----- | ----- |
| 2.163 | 2.201 | 2.021 | 2.038 | 2.043 | 1.941 | 1.939 |

График промене броја становника у току последњих година